# Lynyrd Skynyrd Lyve: The Vicious Cycle Tour
Lynyrd Skynyrd Lyve: The Vicious Cycle Tour je album uživo sastava Lynyrd Skynyrd. Izdan je prigodom 30 godina djelovanja sastava. Sniman je u Amsouth Amphitheater, Antioch, Nashville, Tennessee.

## Popis pjesama
1. "That's How I Like It"
2. "What's Your Name?"
3. "I Know a Little"
4. "Pick 'Em Up"
5. "Simple Man"
6. "That Smell"
7. "Red White and Blue"
8. "Down South Jukin'"
9. "Gimme Back My Bullets"
10. "Double Trouble"
11. "The Ballad of Curtis Lowe"
12. "Tuesday's Gone"
13. "Mississippi Kid"
14. "Workin'"
15. "Gimme Three Steps"
16. "Call Me the Breeze"
17. "Sweet Home Alabama"
18. "Travelin' Man" (samo na DVD izdanju)
19. "The Way"
20. "Free Bird"

## Osoblje
Lynyrd Skynyrd
- Johnny Van Zant - glavni vokali
- Gary Rossington - gitara
- Billy Powell - klavir, klavijature
- Rickey Medlocke – gitara, mandolina, vokali
- Hughie Thomasson – gitara, vokali
- Ean Evans – bas guitara, vokali
- Michael Cartellone - bubnjevi

Dodatni glazbenici
- Dale Krantz Rossington - prateći vokali
- Carol Chase - prateći vokali